# عمدة الفقه في المذهب الحنبلي
عمدة الفقه في المذهب الحنبلي ويعرف أيضًا بـ عمدة الفقه أو العمدة هو كتاب فقهي مُختصر ألفه الحافظ ابن قدامة (541 هـ - 620 هـ)، وهو كتاب على مذهب الإمام أحمد بن حنبل، يذكر فيه مؤلفه قولا واحدا رجحه في المذهب الحنبلي، وهو أنسب ما يكون للمبتدئين في دراسة الفقه الحنبلي. الكتاب من تحقيق أحمد محمد عزوز.

## منهج المؤلف
يعد الكتاب كتابًا مختصرًا في الفقه الحنبلي، أورد فيه ابن قدامة قولا واحدا مما اختاره، وهو سهل العبارة يصلح للمبتدئين وطريقته فيه أَنه يصدر الباب بحديث من الصحاح، ثم يذكر من الفروع ما إِذا دققت النظر وجدتها مستنبطة من ذلك الحديث. قال ابن قدامة: "وأودعته أحاديث صحيحة تبركا بها واعتمادا عليها، وجعلتها من الصحاح لأستغني عن نسبتها إليها"، وعدد أحاديثه (164) حديث. وقام باعتماد القول المعتمد عنده في المذهب على سبيل الاستنباط من ذلك الحديث.

## مكانة الكتاب
عمدة الفقه أحد الكتب الثلاثة المعتمدة في المذهب الحنبلي وهي: العمدة والمقنع والكافي، وجميعها ألفها ابن قدامة المقدسي الدمشقي، وهي أيضًا متون المذهب المعتمدة. راعى ابن قدامة في تأليفها طبقات التلقي لطالب العلم، وعليه أصبح التدرج في كتبه كالتالي:
- عمدة الفقه: وهو للمبتدئين، ويدرج فيه ابن قدامة رواية واحدة فقط.
- المقنع في فقه الإمام أحمد بن حنبل: وهو لمن ارتقى من درجة المبتدئين، وفيه يعدد ابن قدامة فيه الرواية، وجرده من الدليل، ليتمرن الفقيه على الاجتهاد في المذهب وعلى التصحيح والبحث عن الدليل.
- الكافي في فقه الإمام أحمد بن حنبل: وهو للمتوسطين، بناه ابن قدامة على رواية واحدة مقرونة بالدليل، وذكر في مواضع تعدد الرواية في المذهب.
- المغني في شرح الخرقي: وهو مستودع الفقه الحنبلي، وفيه يدرج ابن قدامة الدليل والخلاف العالي والخلاف في المذهب وعلل الأحكام ومآخذ الخلاف.

## الاهتمام بالكتاب

### الشروح
- العدة شرح العمدة:[5] تأليف بهاء الدين عبد الرحمن بن إبراهيم المقدسي (ت: 624 هـ).
- شرح العمدة: تأليف شيخ الإسلام ابن تيمية (ت: 728 هـ) يقع في أربعة مجلدات.
- شرح العمدة: تأليف عبد المؤمن بن عبد الحق القطيعي البغدادي ت سنة (739 هـ) يقع الكتاب في مجلدان.
- شرح العمدة: تأليف علاء الدين علي بن محمد البغدادي الدمشقي (ت: 900 هـ).
- شرح العمدة: تأليف محمد بن علي الحركان (ت: 1403 هـ).
- شرح عمدة الفقه: تأليف عبد الله بن عبد العزيز الجبرين (ت: 1438 هـ).
- وبل الغمامة في شرح عمدة الفقه لابن قدامة: تأليف عبد الله بن محمد الطيار، يقع في ثمانية مجلدات.

### النظم
- نظم العمدة: تأليف محمد بن عبد الأحد المخزومي (ت: 841 هـ).
- نظم عمدة الفقه: تأليف صالح بن حسن البهوتي (ت: 1121 هـ).

### الحواشي
- حاشية على عمدة الفقه: تأليف محمد بن عبد العزيز بن مانع (ت: 1385 هـ).